# Priort
Das Straßendorf Priort liegt im Landkreis Havelland (Land Brandenburg) und gehört als Ortsteil zur Gemeinde Wustermark.

## Geschichte

Niederschlagsdiagramm

Im Bereich des Ortes lassen sich wie auch in anderen Teilen der Gemeinde Wustermark frühgeschichtliche Siedlungen der Semnonen nachweisen. Die ersten Wenden siedelten ab dem 6. Jahrhundert in der Region. Erstmals urkundlich erwähnt wurde Priort im Landbuch Karls IV. von 1375.
Der größte Teil des Ortes (24 von 30 Hufen) gehörte damals den Brüdern Fritz und Peter von Pryerde (auch als Prigarde überliefert), die auch das oberste Gericht innehatten.
Mitte des 15. Jahrhunderts fand eine Teilung des Besitzes zwischen den Stechows und den Prigardes in zwei Rittergüter statt. Kurze Zeit später befanden sich die Ländereien jedoch wieder in alleinigem Besitz der Familie Prigarde.
Ab 1518 standen der Stadt Spandau Getreidepächte in Priort zu, ab 1699 gehörte auch der Priorter Krug zum Monopolbereich Spandaus – Bier durfte nur von Spandauer Brauereien bezogen werden. Auch das Erbregister wurde damals in Spandau geführt.
1680 wurden beide Rittergüter durch Cuno von Priort, einem Nachkommen der Familie Prigarde, auch 1675 als Taufpate aktenkundig, an den Dompropst von Grote verkauft. Dessen Enkel verkauften sie 1742 weiter an den hugenottischen Einwanderer Jean Jacques de Digeon Baron de Monteton (1701–1765). Bekanntester Nachfahre ist Karl August Friedrich Digeon von Monteton (1786–1865), Domherr von Brandenburg, Kurator der Ritterakademie Brandenburg, preußischer Haupt-Ritterschaftsdirektor, Regierungs- und Landesökonomierat und Abgeordneter. 1879, im erstmals amtlich publizierten Generaladressbuch der Rittergutsbesitzer in der Provinz Brandenburg wird das Gut Priort mit 515 ha ausgewiesen. Priort war ein kreistagsfähiges Rittergut, der Besitzer hatte Anspruch auf einen Sitz im Kreistag. 1929 betrieb man eine lukrative Schweinemästerei. Im letztmals veröffentlichten Landwirtschaftlichen Adressbuch hatte das Rittergut noch einen Umfang von 242 ha. Eigentümer war damals Leutnant a. D. Hans-Friedrich Freiherr Digeon von Monteton (1898–1944) mit Wohnsitz in Berlin, 1940 im Kriegseinsatz. Die Güter blieben bis zur Bodenreform 1945 formell im Besitz seiner Geschwister, Joachim Freiherr Digeon von Monteton (1904–1945) und Jeanne Gasparde Reinking, geb. Freiin Digeon von Monteton (1898–1945).
1902 wurde der Abschnitt Wildpark–Nauen der Umgehungsbahn eröffnet. Die Bahnstrecke teilt den Ort heute in zwei Teile. Der ältere Teil wird als das Alte Dorf, der neuere als die Siedlung bezeichnet. Für den Eisenbahnbau wurden auch Grundstücke des Rittergutes Monteton enteignet.
1929 wurde eine Freiwillige Feuerwehr gegründet. Im selben Jahr wurde der Gutsbezirk Priort aufgelöst und mit der Landgemeinde Priort fusioniert. Der entstandene Ort gehörte zum Landjägereiposten 13 (Dyrotz). 1936 führte das 100-km-Straßenradrennen der Olympischen Spiele durch den Ort. Dieser erlangte dabei überregionale Bekanntheit, da die Presse über das schwierige Priorter Kopfsteinpflaster berichtete. Am ersten April 1940 wurde Priort vom Amtsbezirk Buchow-Karpzow abgetrennt und in den Amtsbezirk Dyrotz eingegliedert.

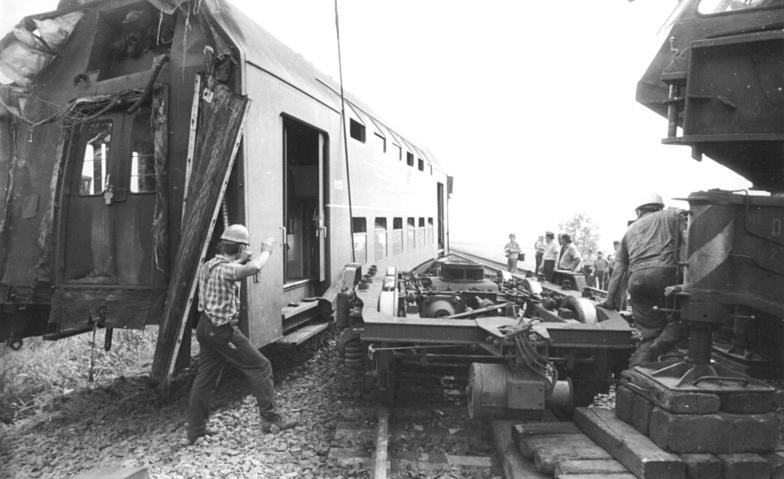
Aufräumarbeiten nach dem Zugunglück

In der Nacht zum 18. August 1976 fuhr ein Personenzug kurz vor dem Bahnhof Priort auf einen haltenden Güterzug auf. Bei diesem Zugunglück wurden fünfzehn Personen leicht und vier Personen schwer verletzt – darunter auch der Triebfahrzeugführer des Personenzugs. In der Nacht vom 23. September 2006 kam es zu einem Brand im Bahnhof. Das Gebäude brannte komplett aus.

## Verkehr

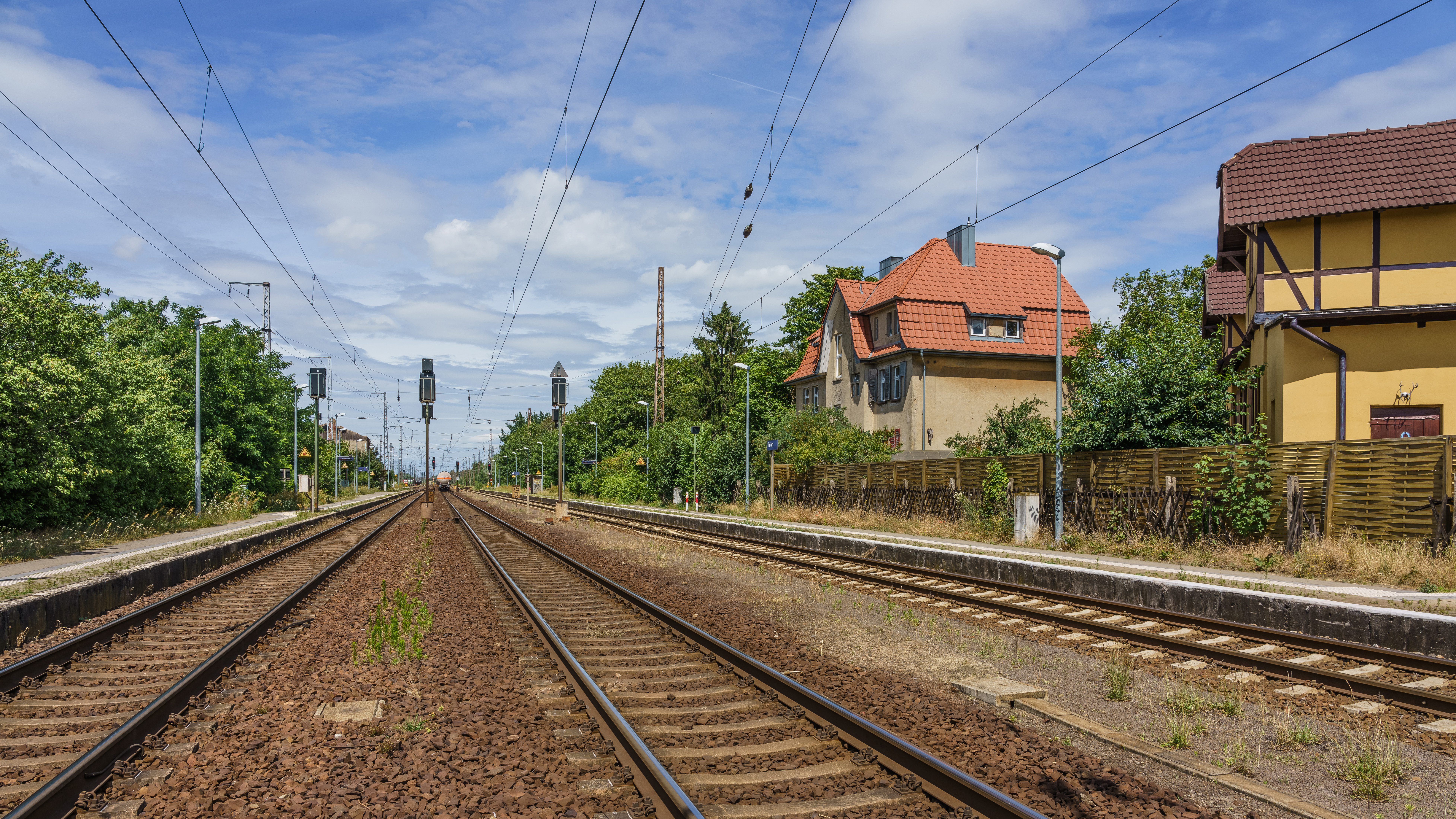
Bahnhof Priort

Priort verfügt über einen Bahnhof am Berliner Außenring und der Bahnstrecke Jüterbog–Nauen.

Zu DDR-Zeiten endeten dort Verstärkerzüge von (West-)Staaken–Wustermark Rangierbahnhof sowie von Nauen–Bredow–Wustermark. Aktuell halten am Bahnhof stündlich die Züge der Regionalbahn-Linie RB 21 auf ihrer Fahrt zwischen Potsdam Hbf und Berlin Gesundbrunnen.
Der Ort ist im Straßenverkehr über die Kreisstraße HVL 6304 zu erreichen, die Elstal mit Fahrland verbindet. Durch den vierspurigen Ausbau der Bundesstraße 5 und die dadurch nötige Neugestaltung des Knotenpunktes Elstal wurde die alte Linienführung der K 6304 unterbrochen und in einer Länge von 440 m überbaut. Als Ersatz wurden Teile der Strecke ab Priort modernisiert und im Bereich Elstal 439 m neue Straße gebaut. Dem Straßenverlauf folgt von Priort bis Elstal auf 1,5 km Länge ein Radweg. Eine weitere Straße verbindet Priort mit Buchow-Karpzow.
An der das Gemeindegebiet tangierenden A 10 (Berliner Ring) liegt ein Parkplatz mit Imbiss auf Priorter Gebiet, der zukünftig zur Autobahnraststätte ausgebaut werden soll.
Ein historischer Postweg, der Priort über Ferbitz mit Sacrow verbindet, wurde am 8. August 2009 als Wanderweg wiedereröffnet. Dabei wird in Ferbitz die alte Dorfstraße genutzt. Der Postweg lag über 100 Jahre lang weitgehend im militärischen Sperrgebiet der Döberitzer Heide.

## Sehenswürdigkeiten
Die alte Dorfkirche, eine 1745 errichtete Fachwerkkirche, steht als Baudenkmal des Ortes unter Denkmalschutz. Wegen akuter Einsturzgefahr verlor die Kirche 1980 ihren Schutzstatus, den sie fünf Jahre später wiedererhielt.
Ein Denkmal ist Jean Louis Frederic Digeon von Monteton (1752–1806) gewidmet, der als bekennender Freimaurer nicht in der Familiengrabstätte beigesetzt zu werden wünschte. Auf dem Pultständer ist auch die „Sage vom Teufel“ nachzulesen. Seit 1742 war die Familie von Monteton in Priort ansässig. Hier wurde auch 1786 der oben erwähnte spätere Regierungsrat und Landtagsmitglied Friedrich Digeon von Monteton (Rat) geboren, vermählt mit Antoinette von Bredow-Bredow.
Einem Bericht der Potsdamer Neuesten Nachrichten aus dem Jahr 1980 zufolge gehörte damals das ehemalige Priorter Gutshaus, 1988 für altengerechtes Wohnen umgebaut, zu den Denkmälern des Kreises Nauen.

## Persönlichkeiten
- Friedrich Digeon von Monteton (1786–1865), Mitglied des Preußischen Herrenhauses, Domherr zu Brandenburg, Hauptritterschaftsdirektor, preußischer Regierungs- und Ökonomie-Rat
- Kurt Wege (1891–1947), SS-Führer, Hofbesitzer in Priort bis zur Bodenreform 1945